# Universitat George Washington
La Universitat George Washington és un centre privat d'educació superior ubicat a Washington DC fundat el 1821. Compta amb dotze facultats: d'arts i ciències, periodisme, administració pública, empresarials, relacions internacionals i comerç, salut pública, enginyeria, polítiques, medicina, dret i educació.

## Alumnes destacats
- Alec Baldwin
- Paul Bartsch (1871-1960) malacòleg
- Jaqueline Bouvier Kennedy Onassis[3]
- John Edgar Hoover
- Colin Powell